# Cologne (Gers)
Cologne (en occitano Colonha) es una localidad y comuna francesa, ubicada en la región de Mediodía-Pirineos, departamento de Gers, en el distrito de Auch y cantón de Cologne.

## Demografía
| 456 | 407 | 510 | 515 | 519 | 510 |
| Para los censos de 1962 a 1999 la población legal corresponde a la población sin duplicidades (Fuente: INSEE [Consultar]) |     |     |     |     |     |